# 리처드 웹

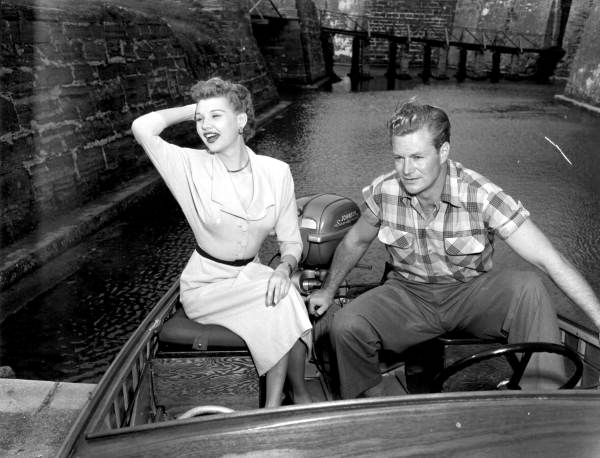

리처드 웹(Richard Webb, 1915년 9월 9일 ~ 1993년 6월 10일)은 미국의 배우, 텔레비전 배우, 작가, 영화배우이다.
블루밍턴에서 태어났으며 밴나이즈에서 사망하였다.

## 영화
- 곤충들의 수다: 분해에 대하여 (2007년)
- 비웨어 더 브롭 (1972년)
- 우리 생애 나날들 (1965년)
- 페리 메이슨 (1957년)
- 딜론 보안관 (1955년)
- 샤이안 (1955년)
- 아티스트 & 모델 (1955년)
- 프린스 밸리언트 (1954년)
- 스타 탄생 (1954년)
- 달려라 래시 (1954년)
- 스타리프트 (1951년)
- 아더 왕궁의 코네티컷 양키 (1949년)
- 유황도의 모래 (1949년)
- 스튜디오 원 (1948년)
- 빅 클락 (1948년)
- 버라이어티 걸 (1947년)
- 과거로부터 (1947년)
- 설리반의 여행 (1942년)
- 아이 원티드 윙스 (1941년)